# Polyphemus pediculus
Polyphemus pediculus is een watervlooiensoort uit de familie Polyphemidae. De wetenschappelijke naam werd in 1761 gepubliceerd door Carl Linnaeus.